# Lumbrera Número Diez
Lumbrera Número Diez är en ort i Mexiko, tillhörande kommunen Tepotzotlán i delstaten Mexiko. Lumbrera Número Diez ligger i den centrala delen av landet och tillhör Mexico Citys storstadsområde. Orten hade 726 invånare vid folkräkningen 2010.